# Norra Råda kerk
De Norra Råda kerk is een kerk in de Zweedse plaats Råda. De kerk werd geopend in 1835.
Oorspronkelijk had Råda net als veel omliggende plaatsen een typisch Zweedse houten kerk uit 1643. Deze werd in 1752 vervangen door een nieuwe en grotere kerk, ook van hout. Die kerk brandde in 1801 volledig af na een blikseminslag waarna de bevolking van het dorp besloot een stenen kerk te bouwen onder leiding van Johan Westman. De bouw begon in 1805 en duurde tot 1813. Pas in 1835 werd de kerk geopend door bisschop Johan Jacob Hedren. Sinds de opening is de kerk twee keer gerestaureerd, in 1937 onder leiding van de architect Tor Engloo en van 1959 tot en met 1962 onder leiding van Gunnar Hullström.
Ekshärad · Gustav Adolf · Hagfors · Råda · Sunnemo · Uddeholm